# Calatafimi (cacciatorpediniere)
Il Calatafimi è stato un cacciatorpediniere (e successivamente una torpediniera) della Regia Marina. Dopo la cattura da parte tedesca, all'armistizio, ha prestato servizio nella Kriegsmarine come Achilles, poi come TA 15 e infine come TA 19.

## Storia

### Il periodo interbellico
Costruita tra il dicembre 1920 e il maggio 1924, la nave apparteneva alla classe Curtatone. Inquadrato nella III Squadriglia Cacciatorpediniere, il 1º luglio 1924 il Calatafimi iniziò l'attività addestrativa nel Mar Tirreno.
Negli anni venti e trenta l'unità compì varie crociere in Mediterraneo. Nel dicembre 1925 il Calatafimi fu trasferito alla IV Squadriglia Cacciatorpediniere, facente parte della Divisione Siluranti (aggregata, nel 1927, alla II Squadra Navale), prendendo parte a varie esercitazioni (pressoché tutte le manovre navali del periodo).
Il 4 novembre 1927 il cacciatorpediniere ospitò a bordo il re di Spagna in visita in Italia con la sua corte. Nell'aprile 1928 il Calatafimi si recò a Corinto, colpita da un terremoto, per rifornire i terremotati di medicinali e personale della Croce Rossa. Nel 1930 la nave fu sottoposta a lavori di modifica che videro l'innalzamento del fumaiolo prodiero.
Nel 1929 il cacciatorpediniere, insieme ai gemelli Castelfidardo, Curtatone e Monzambano, costituiva la VIII Squadriglia Cacciatorpediniere, che, insieme alla VII Squadriglia (composta dalle unità della classe Palestro) e all'esploratore Augusto Riboty, formava la 4ª Flottiglia Cacciatorpediniere, appartenente alla II Divisione Siluranti, facente parte della 2ª Squadra Navale avente base a Taranto. Nel 1931 il Calatafimi, unitamente al Riboty, al Castelfidardo e alle torpediniere Ippolito Nievo e Fratelli Cairoli, formava la 3ª Flottiglia Cacciatorpediniere, inquadrata nella IV Divisione Navale.

Tra il 1929 e il 1932 la nave, insieme ad unità della Squadra, prese parte a varie crociere a Costantinopoli, nel Dodecaneso, in Libia, in Grecia, in Cirenaica, in Egitto, nel Libano e poi nuovamente nel Dodecaneso e in Grecia. Nell'ottobre 1929, in particolare, il Calatafimi compì una crociera in Turchia e nel Dodecaneso, mentre nell'estate del 1930 compì una crociera che lo portò in Libia e in vari porti della Grecia. A bordo della nave, in questo periodo, prestò servizio anche il sottotenente di vascello Mario Milano, futura Medaglia d'oro al valor militare.

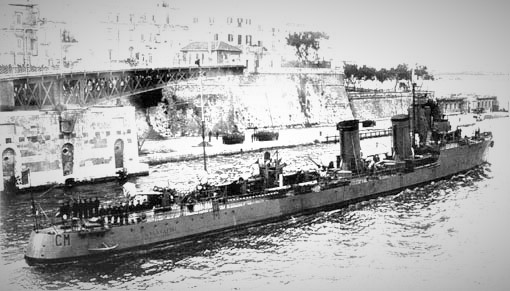
La nave nella sua configurazione originale, negli anni Venti.

Nel 1933 il cacciatorpediniere venne sottoposto ad un periodo di grandi lavori a Brindisi. Tra il 1934 e il 1935 la nave stazionò nel Dodecaneso, operando intensamente in quelle acque. L'unità fu poi destinata alla VI Squadriglia Cacciatorpediniere, con base dapprima a Messina, poi in Cirenaica (dove il Calatafimi venne distaccato temporaneamente) e infine a La Spezia. Di frequente la nave operò per conto dell'Accademia Navale di Livorno.
L'11 aprile 1937 il cacciatorpediniere, in uscita dal porto di Livorno, speronò il piroscafo Marzamemi, dovendo trascorrere quindi qualche mese ai lavori per le riparazioni dei gravi danni alla prua.
Il 1º ottobre 1938 il Calatafimi fu declassato a torpediniera venne e assegnato alla XVI Squadriglia Torpediniere.
Tra il 1939 e il 1940 la nave, al pari delle altre unità della classe, fu sottoposta ad altri lavori di modifica, che comportarono la sostituzione dei due cannoni da 76/30 Armstrong 1914 con 2 (o 4) mitragliere singole da Scotti-Isotta-Fraschini 20/70 1939 (collocate al posto dei cannoni) e 2 da 8/80 mm (sistemate sul castello). Successivamente vennero imbarcati anche due scaricabombe antisom per bombe di profondità.
Il 24 aprile dello stesso anno assunse il comando della Calatafimi il tenente di vascello Giuseppe Brignole, che rimase comandante dell'unità per i tre successivi anni e mezzo, sino alla cattura conseguente l'armistizio.

### La seconda guerra mondiale

#### 1940
All'ingresso dell'Italia nella seconda guerra mondiale, il 10 giugno 1940, la Calatafimi faceva parte della XVI Squadriglia Torpediniere (che formava insieme alle gemelle Monzambano, Curtatone e Castelfidardo e alle anziane torpediniere Giacinto Carini e Giuseppe La Masa), avente base a La Spezia. La nave venne impiegata in missioni di scorta, posa di mine e caccia antisommergibile.

La torpediniera torna in porto dopo l'azione contro la squadra francese

Alle 20 del 13 giugno 1940 la torpediniera lasciò La Spezia di scorta al posamine ausiliario Elbano Gasperi, incaricato della posa di sbarramenti di mine nel tratto di mare prospiciente la costa tra Genova e Savona. Alle 4:10 del 14 giugno una vedetta della Calatafimi avvistò alcune unità al binocolo: il comandante Brignole identificò tali navi come cacciatorpediniere francesi. Le unità appartenevano infatti a una formazione francese, composta dagli incrociatori pesanti Dupleix e Colbert (appartenenti alla III Divisione incrociatori della Marine Nationale) e dai cacciatorpediniere Vautour, Albatros, Guépard, Valmy e Verdun (questi ultimi tre inizialmente separati e in avanscoperta), diretta su Genova per bombardarne gli impianti industriali e l'area portuale (un'altra formazione francese era diretta contro Savona e Vado Ligure). Dopo aver ordinato al Gasperi di portarsi sotto costa e tornare a Genova alla massima velocità (il posamine invertì subito la rotta e si portò sotto costa come ordinato, nascondendosi nella foschia), il comandante Brignole ordinò il posto di combattimento, e la Calatafimi diresse a tutta forza verso la formazione nemica, avvistando poco dopo anche due incrociatori (al centro) e altri tre cacciatorpediniere (ai lati). Nonostante la disparità di forze, la Calatafimi, riferito dell'avvistamento a Supermarina, si portò a distanza ravvicinata, puntando i cannoni e preparando i tubi lanciasiluri al lancio: fidando nelle condizioni meteorologiche favorevoli (foschia e pioggia che rendevano difficile l'avvistamente, oltre al fatto che la sagoma della torpediniera si sarebbe confusa con la costa), Brignole pensava di potersi avvicinare senza essere avvistato per poter lanciare dalla minima distanza possibile, per aumentare le probabilità di successo. Il comandante della nave italiana pensò anche di attaccare gli incrociatori, bersaglio di maggior pregio, ma, per non rendersi più facilmente individuabile, la nave avrebbe dovuto evitare di modificare di molto la rotta, manovrando con le sole macchine, pertanto Brignole decise di attaccare i cacciatorpediniere, più vicini, come aveva pianificato precedentemente. Mentre venivano preparati i dati da fornire ai tubi lanciasiluri, la formazione francese, disposta in linea di rilevamento, si portò in linea di fila, per impiegare tutti i grossi calibri.

Un'altra fotografia della Calatafimi al suo ritorno a Genova, il 14 giugno 1940

La formazione che aveva diretto su Vado Ligure aprì il fuoco per prima, contrastata (benché senza risultati di particolare rilievo) dalle batterie costiere e da alcuni MAS, e poco dopo, alle 4:26, anche il gruppo diretto contro Genova aprì il fuoco da 6000-7000 metri, tirando contro il porto e gli impianti dell'Ansaldo, proseguendo sino alle 4:40. Subito dopo la Calatafimi iniziò a sua volta il tiro, contro le unità francesi, che fino ad allora non si erano però ancora accorte della nave italiana: avendola a questo punto avvistata, le unità nemiche spostarono il tiro sulla torpediniera, che, manovrando a zig zag tra le salve che cadevano molto vicine, continuò a sparare con il cannone di prua (il cui tiro era forzatamente impreciso per via delle continue accostate) e ad avvicinarsi alla formazione avversaria, contro la quale, giunta a meno di 3000 metri, lanciò due siluri; poco più tardi, ridotta ulteriormente la distanza, dopo un'accostata più marcata, la Calatafimi lanciò altri due siluri. A questo punto il cacciatorpediniere Albatros fu seriamente danneggiato da un proiettile tirato dalle batterie costiere (la batteria Mameli di Genova), che colpì la sala macchine, e il danneggiamento fu accolto dall'equipaggio della torpediniera al grido di «Viva l'Italia, viva il Re!», dato che molti credevano che il colpo venisse dalla Calatafimi: Brignole riportò tuttavia l'ordine con il megafono, dovendo proseguire l'azione. Nonostante il fatto che nessuno dei quattro siluri lanciati fosse andato a segno, la formazione francese, stupita dalla reazione inattesa, presa di mira dal tiro sempre più preciso dalla batteria Mameli e non avendo idea di quale fosse la reale consistenza delle forze italiane, invertì la rotta e si ritirò ad elevata velocità, temendo una trappola, alle 4:48. La Calatafimi inizialmente inseguì la formazione francese, lanciando, nonostante la distanza e la disparità di velocità, altri due siluri, il primo dei quali, tuttavia, andò fuori punteria per un'accostata troppo veloce, mentre il secondo, difettoso, rimase incastrato metà dentro e metà fuori il tubo. L'equipaggio, spinto dall'entusiasmo, avrebbe voluto perseverare ancora nell'inseguimento, ma il comandante Brignole, considerato che la Calatafimi era del tutto indenne, che la scorta dei siluri era esaurita e che sembrava che Genova non avesse subito danni (in realtà vi erano stati alcuni danni e perdite, molto ridotte), ritenne ormai inutile continuare, correndo rischi ormai superflui. La torpediniera invertì perciò la rotta, dirigendo su Genova mentre il cannone di poppa continuava ancora a sparare, per un po' di tempo, sulla formazione francese che si allontanava.

La nave in un fotogramma del filmato dell'Istituto Luce

Inizialmente la torpediniera venne inseguita dal cacciatorpediniere Vautour, rispondendo al fuoco con le proprie artiglierie: la nave italiana non fu colpita, pur riportando leggeri danni da schegge, mentre l'unità francese dovette infine rinunciare all'inseguimento per raggiungere la propria formazione. La Calatafimi entrò a Genova con la bandiera di combattimento a riva e il gran pavese issato. Per l'azione contro la formazione francese il comandante Brignole fu insignito della Medaglia d'oro al valor militare. Pochi giorni dopo l'azione di Genova, la torpediniera venne utilizzata, nel ruolo di sé stessa, per un filmato propagandistico dell'Istituto Luce, «Alba di guerra sul Mar Ligure», in cui venne riprodotto il combattimento del 14 giugno 1940.
In seguito la Calatafimi fu destinata alle scorte sulle rotte del Basso Adriatico tra Italia ed Albania, con base a Brindisi e inquadramento nel VI Gruppo Torpediniere. Il 21 ottobre 1940, infatti, con la ricostituzione del Comando Superiore Traffico Albania (Maritrafalba, già in precedenza attivo dal 5 settembre 1940 al suo primo scioglimento, il 12 ottobre 1940, ma senza la Calatafimi alle sue dipendenze), la nave venne dislocata a Brindisi e destinata, con altre unità (due anziani cacciatorpediniere, altre nove torpediniere, quattro incrociatori ausiliari e la XIII Squadriglia MAS), a tale Comando, a compiti di scorta convogli da e per l'Albania nonché di ricerca e caccia antisommergibile.
Il 23 ottobre 1940 la Calatafimi diede inizio alla propria prima missione per Maritrafalba, scortando a Durazzo, insieme all'incrociatore ausiliario Capitano A. Cecchi, il piroscafo Campidoglio e la motonave Città di Marsala, con 20,2 tonnellate di materiali. Calatafimi e Capitano Cecchi lasciarono poi Durazzo alle 7 del 25 ottobre, scortando i due mercantili dell'andata più un terzo, il piroscafo Casaregis, di ritorno vuoti: il convoglio arrivò a Bari alle 3:30 del 26, ma senza la Calatafimi, che aveva dovuto abbandonare la missione e rifugiarsi a Lagosta, giungendovi alle 13 del 26, a causa delle avverse condizioni meteomarine.
Il 22 novembre la torpediniera, insieme al piccolo incrociatore ausiliario Lago Tana, partì da Brindisi alle 5:40 diretta a Durazzo, dove arrivò alle 11:45, scortando il piroscafo Firenze e la motonave da carico Barbarigo, aventi a bordo 781 militari, 38 quadrupedi e 59 tonnellate di rifornimenti. Alle 18:30 del 24 novembre la Calatafimi ripartì da Durazzo di scorta ai piroscafi scarichi Antonietta Costa e Boumer, diretti a Bari, dove giunsero alle 13:30 del 25.
Il 27 dello stesso mese l'unità salpò da Bari alle 4:00 insieme all'incrociatore ausiliario Arborea, scortando i piroscafi Italia e Quirinale e la motonave Donizetti, con a bordo 2886 uomini di truppa, 105 quadrupedi e 278 tonnellate di rifornimenti, e raggiungendo Durazzo alle 13:50 di quello stesso giorno. La Calatafimi ripartì da Durazzo alle 5:20 del 29 novembre, per scortare a Bari i tre trasporti truppe dell'andata, che rientravano vuoti: il convoglio arrivò in porto alle 17:15 dello stesso giorno.
Alle 3:05 del 4 dicembre la Calatafimi partì da Brindisi scortando i piroscafi merci Absirtea, Titano e Silvano, che trasportavano a Valona 313 militari, 1621 quadrupedi e 117 tonnellate di rifornimenti: le navi arrivarono in porto alle 12:05 del giorno stesso. La torpediniera lasciò Valona alla mezzanotte dell'8 dicembre, di scorta ai piroscafi scarichi San Luigi, Giglio e Absirtea, giungendo a Brindisi otto ore più tardi, alle 8 dello stesso giorno.

La Calatafimi in navigazione

Tornata a Valona, la nave ne ripartì l'11 dicembre, alle 9:00, scortando i piroscafi vuoti Absirtea, San Luigi e Silvano, con i quali arrivò a Brindisi alle due di notte del 12. Alle 3:45 del 14 dicembre la Calatafimi ripartì da Brindisi di scorta ai piroscafi Albano e Neghelli e alla nave cisterna Strombo, mercantili adibiti a traffico civile, arrivando a Valona alle 17:00. La torpediniera lasciò Valona alle 7:00 del 15 scortando la motonave Narenta, il piroscafo cisterna Conte di Misurata e il piroscafo da carico Scarpanto, anch'essi impiegati per il servizio civile, con i quali arrivò a Brindisi alle 18:15.
Il 22 dicembre, alle 5:00, Calatafimi e Capitano Cecchi partirono da Bari per scortare i piroscafi Aventino e Monstella (quest'ultimo giunto a Bari da Ancona, dov'era stato caricato), aventi a bordo 1027 uomini, 87 quadrupedi e 48 tonnellate di rifornimenti: il convoglio raggiunse Durazzo alle 15:15 dello stesso giorno, dopo aver evitato alcuni siluri lanciati da un sommergibile rimasto sconosciuto. Alle 17:30 del 25 dicembre la nave ripartì da Durazzo alla volta di Bari, scortando i piroscafi Quirinale e Garigliano e la motonave Città di Savona, scariche, arrivando a Bari alle 8:50 del giorno seguente.
Alle 18:00 del 27 dicembre la torpediniera, insieme all'incrociatore ausiliario Brioni, partì da Bari di scorta alle motonavi Città di Savona e Città di Bastia e al piroscafo Diana, diretti a Durazzo con 1718 militari, 382 quadrupedi e 309 tonnellate di rifornimenti: il convoglio giunse nel porto albanese alle 16:45 dell'indomani. La Calatafimi prese nuovamente il mare alle 13:30 del 29 dicembre, lasciando Durazzo e dirigendo su Bari, dove giunse all'una del 30, scortando i tre mercantili dell'andata, che tornavano vuoti.

#### 1941
Il 1941 si iniziò per la Calatafimi con una missione di scorta, con partenza alle 4:00 del 3 gennaio da Bari, insieme all'incrociatore ausiliario Barletta, per scortare a Durazzo l'incrociatore ausiliario Città di Genova (impiegato come trasporto), la motonave Verdi e i piroscafi Italia e Milano. A causa del mare mosso, tuttavia, il convoglio dovette riparare a Brindisi, mentre la Calatafimi fece ritorno a Bari. La torpediniera ripartì poi dal porto barese alle 18 del 5 gennaio, scortando i piroscafi Miseno e Stampalia e la piccola nave cisterna Abruzzi adibiti a servizio civile, con i quali giunse a Durazzo alle 12:45 dell'indomani. L'8 gennaio, alle 8:30, la torpediniera ripartì da Durazzo alla volta di Bari, dove giunse alle 21, scortando due mercantili scarichi, la motonave Donizetti e il piroscafo Sant'Agata.

La Calatafimi fotografata probabilmente in un porto della Grecia

Il 9 gennaio, alle 21:20, la nave salpò da Bari per scortare a Durazzo i piroscafi Laura C., Goffredo Mameli e A. Contarini, i primi due aventi a bordo 25 militari, 99 autoveicoli e 4819 tonnellate di rifornimenti, il terzo adibito a traffico civile. Il convoglio raggiunse il porto albanese alle 12:30 del 10 gennaio, e la Calatafimi ne ripartì alle 22:15 dell'11, scortando Abruzzi e Miseno che rientravano vuoti a Bari, dove arrivarono alle 17 del 12 gennaio.
Alle 23 del 13 gennaio la Calatafimi e il Barletta salparono da Bari alla volta di Durazzo, scortando la motonave da carico Tergestea, la motonave passeggeri Città di Bastia e il piroscafo Aventino, che trasportavano 1822 uomini, 166 automezzi e 1580 tonnellate di rifornimenti: le navi arrivarono a Durazzo alle 13:50 del 14 gennaio. Alle 7:45 del 16 gennaio la torpediniera partì da Durazzo diretta a Bari, arrivandovi all'1:15 dell'indomani, di scorta al piroscafo Milano e alle motonavi Città di Marsala e Città di Bastia, scariche.
La Calatafimi ripartì da Bari alle 22 del 17 gennaio, scortando i piroscafi Bolsena, impiegato nel traffico civile, Diana e Monstella, aventi a bordo 151 militari, 900 quadrupedi e 78 tonnellate di materiali. Il convoglio raggiunse Durazzo alle 11:15 del 18 gennaio. Alle 9:40 del 21 gennaio la torpediniera salpò da Durazzo per scortare a Brindisi il piroscafo Monstella e le motonavi Città di Agrigento e Città di Trapani, vuote, con le quali arrivò a Brindisi alle 21:30.
Alle 7:15 del 27 gennaio 1941 la Calatafimi partì da Brindisi insieme all'incrociatore ausiliario Egeo, per scortare a Valona i piroscafi Piemonte e Galilea e la motonave Piero Foscari, con il primo scaglione della Divisione Fanteria «Sforzesca» (4365 uomini, 14 automezzi, 550 tonnellate di materiali): il convoglio arrivò nel porto albanese alle 15:00. La torpediniera ripartì da Valona alle 9:00 del 29 gennaio, di scorta alla motonave Foscari e al piroscafo Diana, scarichi, arrivando a Brindisi alle 18:40 e ripartendone quel giorno stesso di scorta all'Aventino e al Città di Bastia, parimenti vuoti, che portò da Brindisi a Bari.
Alle 00:00 del 31 gennaio la nave, unitamente al Città di Genova, lasciò Bari di scorta alle motonavi Città di Savona, Rossini, Puccini e Birmania, con 2563 militari, 121 automezzi e 147 tonnellate di rifornimenti, arrivando a Durazzo dopo dodici ore di navigazione. La Calatafimi ripartì da Durazzo alle 7:30 del 1º febbraio, diretta a Bari scortando Città di Savona, Rossini e Puccini, vuote, ma il convoglio dovette tornare in porto a causa del mare mosso, ripartendo alle 20:30 del 2 e arrivando a Bari nella mattinata del 3.
Lo stesso 3 febbraio, alle 20, la torpediniera lasciò Bari di scorta ai piroscafi Hermada e Tagliamento, diretti a Durazzo con 68 militari, 512 quadrupedi, 5,7 tonnellate di munizioni e 34,5 tonnellate di altri materiali, arrivando a destinazione a mezzogiorno del 4. Due giorni dopo, alle 2:45 del 6, la Calatafimi salpò da Durazzo per Bari scortando le motonavi Città di Tripoli e Città di Bastia e il piroscafo Rosandra, tutti scarichi, arrivando nel porto pugliese alle 15:40 del giorno stesso.
L'11 febbraio, alle 3:50, la Calatafimi e il Barletta salparono da Bari dirette a Durazzo, dove arrivarono alle 17, per scortarvi le motonavi Città di Bastia, Città di Alessandria e Puccini e il piroscafo Sagitta, aventi a bordo 2296 uomini, 28 autoveicoli e 6035 tonnellate di rifornimenti. Alle 9:15 del 12 febbraio la torpediniera salpò da Durazzo di scorta a Città di Bastia e Città di Alessandria, vuote, con le quali giunse a Bari alle 23:30.
Il 15 febbraio, alle 5:15, l'unità lasciò Bari insieme al Barletta, per scortare a Durazzo, dove arrivò alle 17, il piroscafo Italia e le motonavi Donizetti, Rossini e Narenta, con il primo scaglione della Divisione Fanteria «Puglie» (2857 uomini e 968 tonnellate di foraggio e altri materiali). Alle 4:30 del 17 febbraio la Calatafimi ripartì da Durazzo per Bari, scortando Donizetti, Rossini e Narenta, scariche, con le quali giunse a Bari alle 11:30.
Il 21 febbraio, alle 22:30, la torpediniera salpò da Bari insieme al Capitano Cecchi, scortando Verdi, Donizetti, Città di Alessandria e Città di Savona, dirette a Durazzo con 2875 uomini e 1200 tonnellate di rifornimenti. A causa delle condizioni meteomarine contrarie, tuttavia, il convoglio dovette tornare a Bari, ripartendone alle 20:45 del 22, e arrivando infine a Durazzo alle 8:30 del 23. La Calatafimi lasciò poi il porto albanese alle 16:40 del 25 febbraio, scortando a Bari, dove giunse alle 7:30 del giorno seguente, tre delle motonavi dell'andata (tranne la Donizetti) che tornavano vuote.
Il 2 aprile, alle 22:45, la torpediniera salpò da Brindisi scortando Abruzzi e Neghelli, aventi a bordo 811 tonnellate di benzina e 430 di gasolio, e arrivando a Durazzo alle 14:45 del giorno seguente. L'unità ripartì dal porto albanese all'1:20 del 4 aprile, scortando due mercantili scarichi, la motonave Riv e il piroscafo Buffoluto, con i quali giunse a Bari dopo tredici ore di navigazione.

La torpediniera fotografata nel 1941

Il 5 aprile la Calatafimi, la gemella Monzambano e l'incrociatore ausiliario Brindisi scortarono da Bari a Durazzo l'Italia e le motonavi Rossini, Puccini e Città di Marsala, cariche di 3645 militari e 224 tonnellate di rifornimenti. Tornata in Italia, la Calatafimi ripartì da Bari alle 21:30 del 7 aprile, scortando a Durazzo i piroscafi Monstella, Contarini e Casaregis, carichi di 561 quadrupedi, 135 autoveicoli e 2660 tonnellate di rifornimenti, oltre a 130 militari. Il convoglio giunse a Durazzo alle 18:45 dell'8, e la torpediniera lasciò il sorgitore albanese alle 10 del 9 aprile, scortando la motonave Città di Bastia, con 140 militari che rimpatriavano, e i piroscafi Milano, con 205 feriti lievi, e Sant'Agata, scarico: le navi raggiunsero Bari alle 6:45 del 10 aprile.
Nella serata del 21 aprile la nave raggiunse il punto «Y», al largo di Brindisi, dove rilevò il Capitano Cecchi nella scorta di un convoglio partito da Bari alle 19:30 di quel giorno e composto dai piroscafi Neghelli, Rinucci, Carlotta e Turiddu (i primi tre carichi di 798 tonnellate di benzina, 997 di provviste e 379 di altri rifornimenti, il quarto adibito a traffico civile). Il convoglio arrivò a Durazzo alle 19:15 dell'indomani. Il 22 aprile, alle 4:30, Calatafimi e Monzambano lasciarono Durazzo alla volta di Bari, di scorta alla motonave Maria e ai piroscafi Armando ed Albachiara, vuoti. Le navi giunsero in porto alle 9:30 del 23.
Il 23 aprile, alle 4:00, la torpediniera salpò da Brindisi scortando i piroscafi Tagliamento, Nennella e Bolsena, con foraggio e altri rifornimenti, giungendo a Durazzo alle 15:30. La nave lasciò tale porto alle 3:15 del 25 aprile, scortando a Bari, dove arrivò alle 15:40, le motonavi scariche Puccini e Città di Marsala.
Alle 16:30 del 27 aprile la Calatafimi ripartì da Bari per scortare i piroscafi Bucintoro, Albachiara e Contarini, con 1426 tonnellate di provviste e 1076 di foraggio, arrivando a Durazzo alle 8:30 del 28. La torpediniera ripartì alle 3:00 del 29, scortando da Durazzo a Bari, ove arrivò alle 20 dello stesso giorno, i piroscafi vuoti Elvira Vaselli, Nennella, Fanny Brunner e Albano.
Alcune ore più tardi la torpediniera, rientrata rapidamente a Brindisi, vi rilevò l'anziano cacciatorpediniere Carlo Mirabello nella scorta di un convoglio, partito da Bari alle 20:30 e diretto a Valona, composto dai piroscafi Ascianghi e Maddalena (più un terzo, il Carmela, che rimase a Brindisi), carichi di 427 tonnellate di foraggio, 93,5 di carne congelata e cinque di provviste. Il convoglio raggiunse Valona alle 13:45 del 30 aprile, e alle 19:30 di quello stesso giorno la Calatafimi partì da Bari scortando il Milano e la Città di Marsala, scariche, arrivando a Durazzo alle 8:20 del 1º maggio.
Il 5 maggio 1941 la nave, inquadrata nella XVI Squadriglia Torpediniere con le gemelle Curtatone, Castelfidardo e Monzambano, venne posta alle dipendenze del neocostituito Comando Gruppo Navale dell'Egeo Settentrionale (Marisudest), con sede ad Atene e area operativa nel Mar Egeo in cooperazione con la Kriegsmarine. Trasferita di base al Pireo, la nave iniziò le missioni di scorta nel Mar Egeo, con destinazioni Creta e la Cirenaica.
Il 24 maggio la nave fu inviata, insieme alle torpediniere Perseo e Calliope, a rinforzare la scorta (composta dal cacciatorpediniere Freccia e dalle torpediniere Procione, Orione e Pegaso) di un convoglio composto dai trasporti truppe Conte Rosso, Marco Polo, Esperia e Victoria, partito da Napoli alle 4:40 di quel giorno e diretto a Tripoli. Calatafimi, Perseo e Calliope lasciarono tuttavia il convoglio per tornare alla base alle 19:10; poco più tardi, alle 20:40, il convoglio fu attaccato dal sommergibile britannico Upholder che silurò e affondò il Conte Rosso, con la morte di 1297 uomini.

L'unità in navigazione

Il 29 maggio la Calatafimi lasciò Catania insieme al Città di Genova, scortando i piroscafi tedeschi Bellona, Tinos e Savona, carichi di personale e materiale della Wehrmacht, al Pireo, dove il convoglio arrivò alle otto del mattino del 1º giugno. Il 30 giugno la torpediniera scortò da Salonicco al Pireo il piroscafo cisterna Celeno.
Il 10 luglio 1941 la Calatafimi e un'altra torpediniera, la Climene, danneggiarono il sommergibile HMS Torbay, che aveva lanciato due siluri, in posizione 37°30’ N e 24°16’ E (canale di Zea), contro la motocisterna Strombo, danneggiandola gravemente (la nave ebbe due dispersi, ma poté essere rimorchiata a Salamina dalla torpediniera Monzambano). Il 21 luglio la Calatafimi e la torpediniera Sagittario scortarono dal Pireo a Suda i piroscafi tedeschi Livorno, Castellon e Savona, con personale e materiale delle forze germaniche. Cinque giorni più tardi la nave, insieme alla torpediniera Cassiopea, scortò da Suda al Pireo i piroscafi tedeschi Castellon, Savona, Caterina ed Artemis, anch'essi carichi di truppe e rifornimenti della Wehrmacht mentre il 28 luglio l'unità fu di scorta al piroscafo Caterina Madre, in navigazione dal Pireo a Salonicco con personale delle forze armate italiane e tedesche.
Il 1º settembre la Calatafimi scortò dal Pireo ai Dardanelli la nave cisterna Cordelia, diretta in Mar Nero per imbarcare nafta dalla Romania, mentre una settimana più tardi l'unità scortò dal Pireo a Suda il piroscafo tedesco Santa Fè, con personale e materiale della Wehrmacht.
Nel pomeriggio del 3 ottobre la Calatafimi, la Monzambano e un'altra torpediniera, l'Aldebaran, lasciarono Salonicco per il Pireo, scortando le motonavi cisterna Torcello e Theophile Gautier, quest'ultima francese. Alle 18:40 del 4 ottobre la Gautier venne colpita da un siluro lanciato dal sommergibile britannico Talisman, inabissandosi otto miglia a nord dell'isola di Jura, in posizione 37°51' N e 24°35' E. La Monzambano contrattaccò immediatamente con il lancio di bombe di profondità. Dopo aver tratto in salvo l'intero equipaggio della Gautier, le tre torpediniere e la Torcello ripresero la navigazione, arrivando al Pireo senza ulteriori problemi il 5 ottobre.
L'11 ottobre la Calatafimi, la Castelfidardo, il Sella e la torpediniera Lupo scortarono dal Pireo a Kavaliani (vicino a Salonicco) i piroscafi Trapani, Elli, Caterina M. e Volodda, carichi di personale e materiale della Wehrmacht (Elli e Trapani proseguirono poi da soli per Salonicco). Sei giorni più tardi Calatafimi e Castelfidardo scortarono dai Dardanelli al Pireo le navi cisterna Balčik, bulgara, e Balkan, rumena: il convoglio venne tuttavia attaccato dal sommergibile britannico Thunderbolt. L'unità nemica, avvistato il convoglio (ma solo i due mercantili) alle 10:11 del 18 ottobre in posizione 37°41' N e 23°51' E, con rilevamento 145°, alle 11:08 lanciò tre siluri contro la Balčik, da una distanza di circa 1000 metri. La petroliera fu tuttavia mancata, e dalle 11:44 alle 12:05 le unità di scorta gettarono undici bombe di profondità sul punto in cui si trovava il sommergibile (senza tuttavia danneggiarlo), per poi allontanarsi solo all'una del pomeriggio.

#### 1942
L'11 febbraio 1942 la Calatafimi, insieme all'Arborea, scortò da Bari a Patrasso, via Corfù, le motonavi Donizetti (proveniente da Brindisi) e Viminale, il piroscafo Galilea e la nave cisterna tedesca Ossag (proveniente da Brindisi), con truppe e rifornimenti. L'indomani la torpediniera scortò da Valona a Corfù la nave cisterna Devoli, mentre il 13 febbraio fu di scorta, insieme all'Arborea e alla vecchia torpediniera Rosolino Pilo, a Galilea, Viminale, Devoli e Ossag in navigazione da Corfù a Patrasso.
Il 1º marzo la nave, insieme alla torpediniera Lupo, scortò le navi cisterna Prodomos ed Albaro dal Pireo ai Dardanelli, facendo scalo a Kavaliani (vicino a Salonicco). Il 4 marzo le due torpediniere furono di scorta al piroscafo Capo Pino, in navigazione dal Pireo a Kavaliani e quindi ai Dardanelli, e due giorni più tardi scortarono il Barletta dal Pireo a Salonicco. L'11 marzo Calatafimi e Lupo scortarono il Barletta da Kalkis a Oreos, e tre giorni dopo le due unità scortarono lo stesso piroscafo da Salonicco ad Iraklion.
Il 15 marzo la Calatafimi scortò da Trikiri a Salonicco i piroscafi Tagliamento, Pier Luigi e Santa Fè, mentre cinque giorni più tardi scortò da Kavaliani al Pireo, insieme ad un MAS, i piroscafi Volodda e Neghelli. Il 26 marzo la torpediniera fu di scorta, insieme a due motovedette tedesche, al piroscafo Burgas e alla nave cisterna ex greca Petrakis Nomikos, sulla rotta da Salonicco al Pireo, mentre il 30 marzo la Calatafimi scortò dal Pireo a Lero il piccolo piroscafo Tabarca.
Il 3 aprile 1942 Calatafimi, Monzambano e l'incrociatore ausiliario Brindisi, unitamente a tre motovedette tedesche, scortarono dal Pireo a Suda le motonavi Città di Agrigento, Città di Alessandria e Città di Savona, i piroscafi Delos e Teseo e la pirocisterna Elli; tre giorni più tardi le due torpediniere e l'incrociatore ausiliario scortarono le tre motonavi e il Delos da Suda al Pireo. Il 10 aprile Calatafimi, Monzambano e Brindisi scortarono nuovamente gli stessi quattro mercantili dal Pireo a Suda, mentre il 21 la sola Calatafimi, insieme ad una motovedetta germanica, scortò la motocisterna Rondine da Suda ad Iraklion. Il giorno seguente la torpediniera, di nuovo insieme a Brindisi e Monzambano e con l'aggiunta di una motovedetta tedesca, fu di scorta alle motonavi Città di Agrigento, Città di Alessandria e Città di Savona da Suda al Pireo. Il 28 aprile le tre unità italiane scortarono dal Pireo ad Iraklion Città di Agrigento, Città di Savona e Delos.

La Calatafimi in una fotografia dell'Almanacco Navale del 1942.

Il 2 maggio Calatafimi, Monzambano e Brindisi, insieme a due motovedette della Kriegsmarine, furono di scorta a Città di Agrigento, Città di Savona, Delos e Santa Fè da Iraklion al Pireo. Otto giorni più tardi la torpediniera, insieme a Brindisi e Lupo, nonché a due motovedette della Kriegsmarine, scortò da Iraklion al Pireo Città di Agrigento e Città di Savona. Il 15 maggio la Calatafimi, la torpeiniera Sirio, il Brindisi e due motovedette tedesche scortarono dal Pireo a Suda Città di Agrigento, Città di Alessandria, Città di Savona, Tagliamento, Tabarca e Santa Fè. Il 21 maggio le tre unità italiane, insieme a quattro motovedette germaniche, scortarono Città di Agrigento, Città di Alessandria, Città di Savona, Ossag e Santa Fè da Suda al Pireo, mentre cinque giorni dopo Calatafimi e Lupo scortarono da Patrasso ad Iraklion la nave cisterna Rondine. Nel corso dello stesso 26 maggio la Calatafimi scortò da Iraklion al Pireo il piroscafo Milano.
Il 17 giugno Calatafimi, Monzambano, Sirio e Barletta scortarono le motonavi Città di Savona e Città di Alessandria e i piroscafi Tagliamento, Re Alessandro e Santa Fè dal Pireo ad Iraklion, e tre giorni dopo Calatafimi, Monzambano e Barletta, insieme a due motovedette tedesche, scortarono gli stessi mercantili (tranne il Tagliamento, al posto del quale c'era la Città di Agrigento) sulla rotta opposta. Il 24 giugno Calatafimi, Sirio e Barletta, insieme al posamine ausiliario tedesco Drache e a due motovedette della Kriegsmarine, scortarono dal Pireo a Suda Città di Alessandria, Città di Agrigento, Città di Savona, Re Alessandro, Delos e il piroscafo Monstella.
Tra il 1942 e il 1943 la Calatafimi venne sottoposta a lavori di modifica, in seguito ai quali uno dei due impianti binati Armstrong-Schneider 1919 da 102/45 mm venne sostituito con un pezzo singolo Armstrong-Schneider 1917 dello stesso calibro. Vennero inoltre sbarcati i due impianti trinati lanciasiluri da 450 mm, sostituiti con un complesso singolo da 533 mm; furono imbarcare anche due mitragliere binate da 20/65 mm Breda 1935.
Il 27 luglio la torpediniera scortò dal Pireo a Suda il piroscafo Cagliari, che quattro giorni dopo scortò da Suda ad Iraklion.
Il 5 agosto la Calatafimi, insieme al Barletta, scortò dal Pireo ad Iraklion un convoglio composto dai piroscafi Luana e Panigaglia e dalle navi cisterna Abruzzi ed Adige. La torpediniera proseguì poi per Suda insieme all'Abruzzi. Il 12 agosto l'unità scortò da Suda al Pireo il piroscafo Anna Maria Gualdi, mentre quattro giorni dopo fu di scorta alla motonave Donizetti dal Pireo a Suda. Il 23 agosto la Calatafimi scortò il piroscafo Tripoli e la nave cisterna Cerere da Suda al Pireo, e due giorni dopo scortò dal Pireo a Suda, insieme al Barletta e alla torpediniera di scorta Pegaso, i piroscafi Rhea, Pier Luigi e Palermo (quest'ultimo poi proseguì per Iraklion) e la nave cisterna Ossag.
Il 7 agosto 1942 l'unità stava scortando il piroscafo Wachtfels insieme alla Monzambano e al Barletta, quando, alle 7:30, il convoglio fu attaccato dal sommergibile HMS Proteus nelle acque cretesi, una decina di miglia a nordovest di Milo: colpito da un siluro (su quattro lanciati), il Wacthfels colò a picco nel punto 36°55’ N e 24°10’ E.
Alle 9:30 del 31 agosto 1942 la Calatafimi lasciò Suda per scortare a Tobruk, insieme alle torpediniere Cassiopea e Monzambano (caposcorta), le navi cisterna Abruzzi e Picci Fassio (giunta a Suda da Taranto cariche di benzina destinata a Tobruk) e il piroscafo da carico Bottiglieri (diretto a Bengasi). Il convoglio, procedendo a 7 nodi di velocità, si dispose con i tre mercantili in linea di fronte, la Calatafimi in testa alla formazione e le altre due unità sui lati. Il convoglio disponeva anche di una scorta aerea costituita da velivoli sia italiani che tedeschi. Alle 19:30 del 1º settembre il convoglio subì un primo attacco aereo, da parte di bombardieri in quota, a seguito del quale l'Abruzzi (che trasportava 684 tonnellate di benzina e due di altri materiali), danneggiata e immobilizzata da alcune bombe cadute vicine allo scafo, venne abbandonata dall'equipaggio: la Calatafimi, su ordine della Monzambano, tentò il rimorchio della nave colpita, il cui equipaggio era stato fatto tornare a bordo, ma dopo la rottura del cavo di rimorchio l'Abruzzi fu nuovamente abbandonata (l'equipaggio fu preso a bordo dalla Calatafimi) e lasciata alla deriva (fu successivamente rimorchiata a Ras Hilal da altre unità, giungendovi il 4 settembre), preferendo concentrare la scorta attorno alla Picci Fassio, rimasta indenne: con tale unità rimasero la Monzambano e la Calatafimi, mentre la Cassiopea scortò il Bottiglieri a Bengasi. Alle 00:35 del 2 settembre vi fu tuttavia un nuovo attacco, portato da aerosiluranti: dapprima venne avvistato un fuoco indicatore molto a poppavia del convoglio, sulla dritta, poi altri a dritta, sinistra e a proravia del convoglio. Aerei avversari (forse tre) sorvolarono la formazione per oltre un'ora, poi, all'1:55, la Picci Fassio venne colpita da un siluro a sinistra, venendo scossa d una violenta esplosione, mentre le torpediniere continuavano a manovrare ad elevata velocità, tenendosi a distanza, continuamente sorvolate dagli aerei. La Picci Fassio affondò infine alle 2:30, nel punto 33°26' N e 22°41' E, una trentina di miglia a nord di Derna. La Calatafimi trasportò l'equipaggio dell'Abruzzi al Pireo.
Il 1º ottobre la Calatafimi e il Barletta scortarono da Iraklion al Pireo i piroscafi Re Alessandro ed Ardenna, mentre il 6 ottobre la sola Calatafimi, con un cacciasommergibili tedesco, scortò dal Pireo ad Iraklion i due piroscafi più la Città di Alessandria e la Città di Savona, e l'indomani, sempre insieme all'unità tedesca, fu di scorta ai quattro mercantili che rientravano da Iraklion al Pireo.
Il 25 ottobre la Calatafimi lasciò Taranto per scortare a Tobruk, insieme alle torpediniere Lira, Partenope e Ciclone, il convoglio «TT», composto dalla nave cisterna Proserpina (con a bordo 4553 t di carburante, 888 delle quali per la Luftwaffe, 2500 per la Panzerarmee Afrika e 1165 per le forze italiane) e dai piroscafi Tergestea (con a bordo 1000 tonnellate di combustibile e 1000 di munizioni) e Dora (con 400 tonnellate di rifornimenti). Nella notte tra il 25 e il 26 ottobre il convoglio subì un primo attacco da parte di bombardieri britannici Vickers Wellington con bombe e siluri, senza riportare danni. Tra le 12:10 e le 12:30 del 26 ottobre il convoglio fu sottoposto ad un secondo bombardamento da parte di 18 Consolidated B-24 Liberator del 98th Bombardment Group che volavano a 600 metri, dal quale uscì nuovamente indenne, anche se diverse bombe caddero molto vicine. Alle 14:30, ad una trentina di miglia da Tobruk, la Proserpina ebbe un'avaria di macchina e rimase indietro, assistita dalla Calatafimi. Dopo aver rapidamente riparato il guasto, la petroliera e la torpediniera cercarono di raggiungere il resto del convoglio, che era proseguito. Le navi erano protette anche da una scorta aerea composta da due bombardieri Junkers Ju 88, due caccia Macchi Mc 202 e un caccia Messerschmitt Me 109. Alle 15:25 la parte del convoglio che includeva Dora, Tergestea, Ciclone, Partenope e Lira venne attaccata da 8 aerosiluranti Bristol Beaufort del 47° Squadron e cinque bombardieri Bristol Blenheim del 15° Squadron della South African Air Force, scortati da 9 caccia Bristol Beaufighter degli Squadrons 252 e 272, in cerca proprio della nave cisterna, che credettero di individuare nel Dora. La reazione della scorta abbatté due aerei e ne danneggiò altri due, dopo di che gli altri si ritirarono, essendo assente la Proserpina, il loro obiettivo.

La Calatafimi durante un pattugliamento

Due Beaufort, cui si unirono anche due Blenheim e un Beaufighter, tuttavia, non credendo che la nave cisterna fosse presente, non attaccarono e si misero alla ricerca, lungo alla costa, della Proserpina, che trovarono pochi minuti dopo insieme alla Calatafimi, che la proteggeva sul lato che dava verso il mare. La petroliera virò a destra puntando sugli aerei attaccanti, per impedir loro di lanciare i siluri con un buon angolo, e, dopo che i velivoli ebbero effettuato un giro, tenuti sotto costante fuoco contraereo dalla Calatafimi, per lanciare con una buona angolazione, la Proserpina virò nuovamente in direzione opposta a quella precedente, puntando di nuovo la prua verso i Beaufort: ciò portò la nave cisterna ad essere, per un breve momento, quasi immobile. A questo punto uno dei due Beaufort (l'altro era rimasto senza siluro e si tratteneva in zona solo per attirare su di sé un po' di fuoco contraereo) puntò sulla Proserpina, alla velocità di 140 nodi e ad un'altezza di 25 metri; uno dei Blenheim bombardò e danneggiò la nave cisterna, venendo a sua volta seriamente danneggiato, mentre il secondo, colpito, si schiantò contro uno degli alberi della petroliera, andando distrutto. Il Beaufighter attaccò invece la Calatafimi: ciò distrasse il Beaufort dall'attacco alla Proserpina, facendolo fallire. Subito dopo, tuttavia, sopraggiunse un secondo Beaufort, che colpì la Proserpina a poppa: bruciando furiosamente, dopo una lunga agonia, la nave cisterna affondò in fiamme a 30 miglia per 320° da Tobruk. Raggiunta dalla Lira, la Calatafimi, in collaborazione con essa, salvò 62 dei 77 uomini a bordo della petroliera. Nemmeno il resto del convoglio poté giungere indenne a destinazione: verso le 18 le navi vennero attaccate da tre Wellington del 38th Squadron e il Tergestea fu centrato da un siluro e affondò nel punto 32°02' N e 24°04' E dopo una colossale esplosione, trascinando con sé l'intero equipaggio di 80 uomini. Uno dei tre Wellington venne abbattuto, ma solo il Dora poté infine arrivare in porto. Il comandante Brignole venne decorato con una Medaglia di bronzo al valor militare per il soccorso prestato ai naufraghi della Proserpina, che poterono essere tutti tratti in salvo in breve tempo nonostante il pericolo costituito dalla benzina in fiamme riversatasi nel mare attorno alla nave colpita.
Il 31 ottobre il convoglio che la nave, insieme alle torpediniere Lira e Solferino, stava scortando, composto dalla nave cisterna Cerere e dai piroscafi Galiola e Ardenna, venne infruttuosamente attaccato per due volte, alle 10:56 (con cinque siluri diretti contro la Cerere, in posizione 37°30' N e 24°03' E) e alle 12:37, dal sommergibile britannico Taku, al largo di Capo Sounion.
Il 2 novembre la nave, unitamente alle torpediniere Solferino e Lira, scortò da Suda al Pireo i piroscafi Artemis Pitta, Ardenna e Pugliola e la nave cisterna Cerere. Il 7 novembre la torpediniera, insieme alla Sirio e al posamine ausiliario tedesco Bulgaria, scortò dal Pireo a Salonicco i piroscafi Artemis Pitta, Burgas, Trapani e Macedonia, e tre giorni più tardi le stesse tre navi scortarono da Salonico al Pireo i piroscafi Potestas e Neghelli. Il 24 novembre la Calatafimi e due cacciasommergibili della Kriegsmarine furono di scorta a Città di Alessandria, Città di Savona, Ardenna e Re Alessandro dal Pireo a Suda, e due giorni dopo le stesse tre unità scortarono gli stessi quattro mercantili da Suda al Pireo. Il 29 novembre Calatafimi e Solferino furono di scorta a Città di Savona, Città di Alessandria, Re Alessandro e Ardenna, in navigazione dal Pireo a Iraklion, e il 1º dicembre scortarono i quattro mercantili sulla rotta inversa.
Il 6 dicembre la Calatafimi scortò dal Pireo ad Iraklion, insieme a due cacciasommergibili germanici, i piroscafi Alberta, Santa Fè e Pier Luigi, mentre tre giorni più tardi, unitamente alla torpediniera Libra e al cacciatorpediniere Euro, la nave scortò da Rodi al Pireo Donizetti, Argentina ed Ardenna. Il 17 dicembre la torpediniera scortò dal Pireo a Iraklion la nave cisterna Alfredo. Il 23 dicembre la Calatafimi fu di scorta, insieme a due cacciasommergibili della Kriegsmarine, alla Città di Alessandria e ai piroscafi Adriana, Santa Fè e Trapani sulla rotta Suda-Pireo, mentre il giorno di Natale del 1942 scortò dal Pireo a Salonicco il vecchio piroscafo Pontinia.

#### 1943
La prima missione di scorta dell'anno 1943, per la Calatafimi, ebbe inizio il 5 gennaio, quando la torpediniera, unitamente alla Solferino e al cacciatorpediniere tedesco Hermes, dovette scortare dal Pireo a Suda la Città di Alessandria, la Città di Savona e il piroscafo Santa Fè. Una settimana più tardi la nave scortò da Iraklion a Suda il piroscafo Santa Fè. Il 29 gennaio la Calatafimi e l'Euro scortarono da Iraklion al Pireo il piroscafo Re Alessandro: durante la navigazione, a sudovest di Polinkandro, il convoglio venne attaccato e bombardato da velivoli nemici, ma nessuna bomba andò a segno.
Il 1º febbraio la torpediniera scortò la Città di Savona da Iraklion al Pireo. Il 3 febbraio la Calatafimi, la Solferino e i cacciatorpediniere Euro e Turbine scortarono dal Pireo a Rodi la motonave Donizetti e i piroscafi Ardenna e Argentina. Tre giorni dopo il convoglio, con identica scorta, fece ritorno da Rodi al Pireo. Il 14 febbraio Calatafimi, Turbine ed Euro scortarono da Salonicco a Trikiri la nave cisterna Petrakis Nomikos, e l'indomani la torpediniera, insieme a due motovedette tedesche, scortò da Salonicco ad Iraklion il piroscafo Pugliola. Il 21 febbraio Donizetti, Argentina ed Ardenna furono nuovamente inviati dal Pireo a Rodi, scortati da Calatafimi, Turbine e Solferino. Il convoglio fece ritorno al Pireo il 28 febbraio.

La torpediniera con colorazione mimetica

L'8 marzo la Calatafimi e il Turbine scortarono la Donizetti, il Re Alessandro e il piroscafo ex francese Sinfra dal Pireo ad Iraklion, e l'indomani furono di scorta agli stessi tre mercantili di ritorno da Iraklion al Pireo. Il 18 marzo la torpediniera scortò da Salonicco al Pireo il piroscafo Neghelli.
Il 21 maggio la torpediniera scortò da Salonicco al Pireo il piroscafo Fouger. Il 17 giugno la Calatafimi fu di scorta al piroscafo cisterna Alberto Fassio, in navigazione dal Pireo a Rodi con scali a Sira e a Lero, e dopo quattro giorni la nave scortò da Rodi al Pireo, via Lero, la Fassio e il piroscafo Bucintoro. Il 26 giugno 1943 Calatafimi, Euro e Castelfidardo scortarono dal Pireo a Lero e quindi a Rodi Donizetti, Re Alessandro e Ardenna; due giorni dopo il convoglio rientrò da Rodi al Pireo, scortato dalle stesse navi.
Il 3 luglio Calatafimi e Castelfidardo furono di scorta a Donizetti, Re Alessandro e Ardenna nella navigazione dal Pireo ad Iraklion, mentre il 7 luglio la Calatafimi e la Solferino scortarono Ardenna e Re Alessandro da Iraklion al Pireo. L'11 luglio le due torpediniere, insieme al cacciatorpediniere Francesco Crispi, scortarono dal Pireo a Rodi i piroscafi Hermada, Ginetto, Ezilda Croce, Dubac e Goggiam. Il 15 le tre navi scortarono dal Pireo a Salonicco, via Lero, il Sinfra, mentre il 18 la Calatafimi e la Solferino scortarono il Re Alessandro dal Pireo a Mudros, e l'indomani da Mudros a Salonicco, facendo ritorno a Mudros il giorno seguente. Il 23 luglio le due torpediniere scortarono lo stesso piroscafo da Mudros a Rodi, mentre tre giorni dopo la Calatafimi scortò i piroscafi Hermada e Goggiam da Lero al Pireo. Il 30 luglio la torpediniera, insieme al Crispi, scortò dal Pireo a Rodi la motonave Donizetti e il piroscafo Palermo, quest'ultimo con un carico di 2070 tonnellate di munizioni, artiglieria, materiali di altro tipo e merci civili.
Il 2 agosto Calatafimi e Crispi scortarono la Donizetti da Iraklion a Lero e quindi al Pireo. Il 5 agosto Calatafimi, Crispi e Solferino lasciarono il Pireo alla volta di Rodi, scortando Donizetti ed Ardenna, che tre giorni dopo le stesse navi scortarono sulla rotta di ritorno da Rodi al Pireo. Il 28 agosto la Calatafimi, la Solferino e due cacciasommergibili tedeschi scortarono dai Dardanelli al Pireo la pirocisterna Celeno.
Il 6 settembre 1943 la Calatafimi svolse l'ultima missione di scorta compiuta da una nave italiana in Mar Egeo, scortando da Suda al Pireo i piroscafi Ingeborg e Oria.
Fino all'armistizio la Calatafimi effettuò complessivamente 227 missioni di guerra (202 di scorta, 8 di posa mine, 2 di caccia antisommergibile, 15 di altro tipo), percorrendo più di 55.000 miglia nautiche.

#### L'armistizio e la fine
Alla proclamazione dell'armistizio, l'8 settembre 1943, la Calatafimi si trovava al Pireo. La torpediniera e le altre navi italiane presenti (cacciatorpediniere Francesco Crispi e Turbine, incrociatore ausiliario Francesco Morosini e torpediniera San Martino), come d'uso, erano ormeggiate in punti diversi del porto, per ridurre i danni in caso di attacco aereo. Le navi vennero lasciate sostanzialmente senza ordini, mentre nelle ore successive all'annuncio il posamine tedesco Drache posò un campo minato fuori del porto, e le batterie costiere tedesche si preparavano a fare fuoco se qualche nave italiana avesse cercato di partire. La Calatafimi fu così fu catturata dalle forze tedesche il 9 settembre 1943. Metà dell'equipaggio, compreso il comandante Brignole, fu imprigionata, mentre l'altra metà optò per collaborare con i tedeschi, e la torpediniera fu incorporata nella Kriegsmarine.
La bandiera di combattimento della Calatafimi venne prelevata, prima della cattura, dal comandante Brignole, che la portò con sé nei vari campi di prigionia in cui fu internato, nascondendola ai tedeschi. Il 18 aprile 1945, con l'alzabandiera svoltasi due giorni dopo la liberazione del campo di Fallingbostel, dove Brignole si trovava, la bandiera di combattimento della torpediniera, nonostante una disposizione contraria da parte dell'ufficiale francese che aveva assunto il comando, venne issata sul pennone del campo.
Incorporata nella Kriegsmarine, la Calatafimi venne ribattezzata dapprima Achilles, entrando in servizio già il 13 settembre 1943. Il 28 ottobre la torpediniera venne ribattezzata TA 15, e il 16 novembre, infine, TA 19. Sul finire del 1943 la nave venne sottoposta a lavori di rimodernamento dell'armamento, con l'eliminazione del pezzo singolo da 102/45 Ansaldo-Schneider 1917 e la sua sostituzione con una mitragliera pesante da 37/83 mm SK C/30. Venne inoltre installato un radar Fu.Mo.28. L'equipaggio aumentò a 134 uomini. A causa della vetustà e del logorio causato dall'intenso servizio, la velocità effettiva della nave non superava ormai i 24 nodi, e l'autonomia le 600 miglia a 12 nodi.
Al comando del sottotenente di vascello (poi tenente di vascello) Jobst Hahndorff, che comandò la nave dal settembre 1943 alla perdita, la torpediniera venne assegnata alla 9ª Torpedoboot-Flotille.
Nella mattinata dell'8 febbraio 1944 la TA 19 lasciò Rodi di scorta, insieme alle torpediniere TA 16 (ex Castelfidardo) e TA 17 (ex Solferino), al piroscafo Oria in navigazione da Rodi al Pireo carico di 4233 prigionieri italiani. Durante la giornata le condizioni meteomarine andarono peggiorando, pertanto il convoglio si fermò in serata a Portolago (Lero), dove si trattennero per tutta la giornata del 9 febbraio, per ripartire alle 8:00 del 10 febbraio. Lasciata Lero, il convoglio tornò a Rodi, dove, giunte le navi alle 7:00 dell'11, l'Oria sbarcò alcuni prigionieri, poi, le quattro unità ripartirono per il Pireo (l'Oria aveva a bordo tra i 4033 e i 4115 prigionieri) ma, a partire dalle 22:30 dello stesso giorno, il tempo ricominciò a peggiorare, con vento da sud-sud-ovest forza 7 e mare forza 5, ostacolando la navigazione: alle 6:12 del 12 febbraio il convoglio giunse al largo di Amorgos e avvistò i velivoli della scorta aerea, ma il vento era montato sino a forza 9-10 con corrispondente mare al traverso, creando seri problemi anche alle vecchie torpediniere della scorta. Nel pomeriggio il convoglio attraversò lo stretto tra le isole di Serifos e Kythnos. Intorno alle 18:00, al largo di Capo Sounion, furono lanciati razzi illuminanti, che rivelarono la vicinanza alla costa: le navi tentarono di evitare l'isoletta antistante, Nisis Patroklou, ma alle 18:45 l'Oria si incagliò su una scogliera e affondò. La violenza della tempesta impedì ogni tentativo di aiuto da parte delle torpediniere: la TA 19, danneggiata nella zona poppiera, dovette allontanarsi per prima, e poco dopo anche la TA 16 e la TA 17 dovettero rinunciare ai soccorsi e dirigere per il Pireo, dove arrivarono intorno a mezzanotte. I morti furono oltre 4.000.
Il 3 marzo 1944 la TA 19, insieme alla TA 15 (ex Crispi) e alla TA 16 (ex Castelfidardo), si scontrò, nelle acque di Rodi, con le motosiluranti britanniche MTB 307 e MTB 315: la scaramuccia si concluse con un nulla di fatto.
Il 17 aprile la TA 19 venne infruttuosamente attaccata, con il lancio di alcuni siluri, dal sommergibile britannico Unruly, nel canale di Doro: evitate le armi, la nave reagì con il lancio di bombe di profondità.
Il 19 luglio la torpediniera, insieme al mercantile Pelikan, venne attaccata al largo di Milo dal sommergibile HMS Vampire, che lanciò quattro siluri, senza ottenere risultati.
Alle 17:08 del 19 agosto 1944 la nave, in navigazione quattro miglia ad est di Karlovasi, con venti da nordovest di forza 4-5, mare forza 4 e buona visibilità, avvistò le scie di quattro siluri, ad una distanza compresa tra i 2000 e i 2500 metri, provenienti da sinistra. L'attaccante era il sommergibile greco Pipinos. A causa del precedente cambiamento di rotta effettuato, non fu possibile invertire la rotta virando a sinistra. La TA 19 riuscì comunque ad evitare tre siluri, uno dei quali esplose in costa, mentre gli altri due finirono inesplosi su una spiaggia. Il quarto siluro, tuttavia, colpì la torpediniera a centro nave, sul lato sinistro, incendiando subito la sala macchine, distruggendo le imbarcazioni del lato sinistro, rendendo la nave ingovernabile e mettendo fuori uso la radio e gli apparati di comunicazione. Essendo la nave perduta, si provvide subito a distruggere il sonar e le parti non asportabili di radar e sistemi di decrittazione, e a rimuovere le restanti parti. I serventi dei pezzi da 102 e della mitragliera da 37 vennero mantenuti ai posti, pronti ad aprire il fuoco se il sommergibile fosse venuto in superficie. Il resto dell'equipaggio, sotto la direzione degli ufficiali, abbandonò la nave a bordo delle zattere messe in mare dal lato sinistro e da poppa, mentre i feriti, insieme al medico di bordo, furono fatti salire sulle imbarcazioni di dritta, rimaste integre dopo l'esplosione, a differenza di quelle di sinistra. Distando la costa solo un miglio, si decise che il personale, una volta giunto a terra, si sarebbe dovuto radunare presso una casa visibile su una collina sulla riva; il comandante in seconda raggiunse la riva a nuoto, per organizzare gli uomini dopo lo sbarco. Alle 17:32 la nave si spezzò in due e affondò al largo di Samo, in posizione 37°45' N e 26°59' E: il comandante abbandonò la nave nel momento in cui si spezzò in due, e l'unità in affondamento fu salutata alla voce per tre volte dall'equipaggio in mare. Gli ultimi superstiti raggiunsero la riva alle 19:10. L'intero equipaggio della TA 19, ad eccezione di cinque uomini, poté mettersi in salvo.